# Mannhausen
Mannhausen là một đô thị ở huyện Börde thuộc bang Sachsen-Anhalt, nước Đức. Đô thị Mannhausen có diện tích 11,01 km², dân số thời điểm ngày 31 tháng 12 năm 2006 là 285 người.